# 中華人民共和國第十一屆全運會手球比賽
中華人民共和國第十一屆全運會手球比賽設有男、女子兩個小項，會產生兩面金牌。分別在2009年9月11日至20日(女子手球)、10月18日至27日(男子手球)在威海市商业银行体育馆舉行，除主辦省份—山東外，所有參與全運會的隊伍均需通過預賽爭取參賽資格。

## 預賽
十一運會的男子手球預賽於2009年6月3日至6月11日在北京舉行，12支隊伍會分為兩組，進行單循環的對賽，最後把成績綜合起來，進行對抗賽，排名第一的會與成績最差的對壘。在賽事結束後，成績最差的一隊會出局，其餘隊伍則取得出線資格。
女子組方面，預賽在2009年5月7日至5月14日在江蘇常州進行，賽事設10個出線名額。排名首10位的隊伍可晉身全運會的決賽週。然而，由於只有10隊報名參賽，故此所有參賽隊伍均取得了資與十一運會的資格。以下10支晉級隊伍為﹕
| 省市   | 参赛资格 |
| ------ | -------- |
| 山東   | 東道主   |
| 安徽   | 預賽冠軍 |
| 江蘇   | 預賽亞軍 |
| 廣東   | 預賽季軍 |
| 解放軍 | 預賽殿軍 |
| 北京   | 預賽第五 |
| 上海   | 預賽第六 |
| 黑龍江 | 預賽第七 |
| 新疆   | 預賽第八 |
| 廣西   | 預賽第九 |
| 四川   | 預賽第十 |

## 獎牌分佈
| 項目 | 金牌                                                                                             | 银牌                                                                                                   | 铜牌 |
| 男子 |                                                                                                  | | |
| 女子 | 孟凡潔 李彦霖 吳亞楠 宗偉 王衛 陳暉 剛海佳 王嬋嬋 楊柳 楊靚 李兵 徐秋紅 李欣 陳積 李薇薇(解放軍) | 司艷 刘贇 宫艷 班晨晨 沈萍 張紅莉 孫來苗 宋婷婷 黃紅 劉曉妹 胡春暉 戚姗姗 周婷 陳倩 裴莉莉 李瑶 (安徽) | 黃翠紅 高方青 徐美鳳 孫天敏 趙江川 姜英英 徐穎麗 王莎莎 張攀 劉桂妮 于曉娜 徐彩玲 劉娜 徐蕾 張偉娜 車志紅 (山東) |